# Jonathan Jakubowicz
Jonathan Jakubowicz Zielinski (Caracas, 29 de enero de 1978) es un escritor, director, productor y guionista de cine venezolano, que llegó al reconocimiento por la dirección de la película venezolana Secuestro Express.

## Biografía
Estudió Comunicación Social en la Universidad Central de Venezuela y durante ese período de tiempo trabajó como crítico de cine para la emisora Radio Caracas Radio, del Grupo 1BC. En calidad de tal estableció contactos con la productora Elizabeth Avellán, 
Entre sus obras figuran Manos de piedra, una película sobre el boxeador Roberto Durán con Robert De Niro y Edgar Ramírez, que se estrenó en la selección oficial del Festival de Cannes 2016. Anteriormente su primer largometraje, Secuestro Express (2005), se convirtió en una de las películas venezolanas más taquilleras en el país. 
En 2016 Jakubowicz inició su carrera literaria con la publicación de su primera novela "Las Aventuras de Juan Planchard", un estudio sobre los bajos fondos de la Venezuela de Hugo Chávez, la cual se convirtió rápidamente en una de las obras más vendidas de habla hispana en EE. UU.

## Filmografía
- Resistencia (2020)
- Manos de piedra (2016)
- Fugitives (TV Series) (2011-2013)
- Lynch (TV Series) (2012)
- Secuestro Express (2005)
- Distancia (Cortometraje) (2002)
- Ships of Hope (Documental) (2000)